# Idaban-püspökmadár
Az Idaban-püspökmadár (Malimbus ibadanensis) a madarak osztályának verébalakúak (Passeriformes) rendjébe és a szövőmadárfélék (Ploceidae) családjába tartozó faj.

## Rendszerezése
A fajt John Hamel Elgood brit ornitológus írta le 1958-ban. Idaban egy nigériai város.

## Előfordulása
Afrika nyugati középső részén, Nigéria területén honos. Természetes élőhelyei a szubtrópusi és trópusi síkvidéki esőerdők és cserjések, valamint ültetvények, szántóföldek, vidéki kertek és városi régiók. Állandó, nem vonuló faj.

## Megjelenése
Testhossza 17 centiméter.

## Természetvédelmi helyzete
Az elterjedési területe kicsi, egyedszáma 930-2900 példány közötti és csökken. A Természetvédelmi Világszövetség Vörös listáján veszélyeztetett fajként szerepel.